# 大万木トンネル
大万木トンネル（おおよろぎトンネル）は、広島県庄原市と島根県雲南市に跨る松江自動車道の高野IC - 雲南吉田IC間に位置するトンネルである。

## 概要
広島・島根県境にある大万木山（おおよろぎさん、標高 1,218m）の直下を貫通する形で建設されている。総延長は4,878m（うち広島県側 3,016m）で、松江自動車道で1番長いトンネルである。また、中国地方の自動車用トンネルでも1番長いトンネルである。なお長さ5,000m未満のトンネルなので、危険物積載車両通行禁止はない。2013年3月30日に供用開始された。

## 歴史
- 2008年11月 : 島根県側から着工開始。
- 2011年11月7日 : 避難坑が貫通[1]。
- 2011年12月19日 : 本坑が貫通[2]。
- 2012年12月27日 : 名称を、「大万木トンネル」（おおよろぎトンネル）に決定したと発表[3]。
- 2013年2月4日 : 供用開始日が2013年3月30日 17:00からと発表[4]。
- 2013年3月30日 : 供用開始。

## 隣
E54 松江自動車道
(3)高野IC/道の駅たかの - 大万木トンネル - (4)雲南吉田IC/道の駅たたらば壱番地